# HMS Erebus (I02)
«Еребус» (англ. HMS Erebus (I02) — військовий корабель, монітор однойменного типу Королівського військово-морського флоту Великої Британії часів Першої та Другої світових війн. Також брав участь в інтервенції країн Антанти до охопленої Громадянською війною Росії.
«Еребус» був закладений 12 жовтня 1915 року на верфі компанії Harland and Wolff у Говані, де 19 червня 1916 року корабель був спущений на воду. 2 вересня 1916 року монітор увійшов до складу Королівських ВМС Великої Британії.

## Проєкт
Британський монітор «Еребус» разом з однотипним «Террором» належав до типу моніторів, що розроблялися та випускалися у роки Першої світової війни. Кораблі отримали назву на честь двох бомбардирських кораблів, що в середині XIX століття взяли участь у зниклій експедиції Франкліна. Обидва кораблі зі 129 членами екіпажу та лідером експедиції Дж. Франкліном загинули в заполярних водах Канади під час пошуку Північно-Західного проходу.

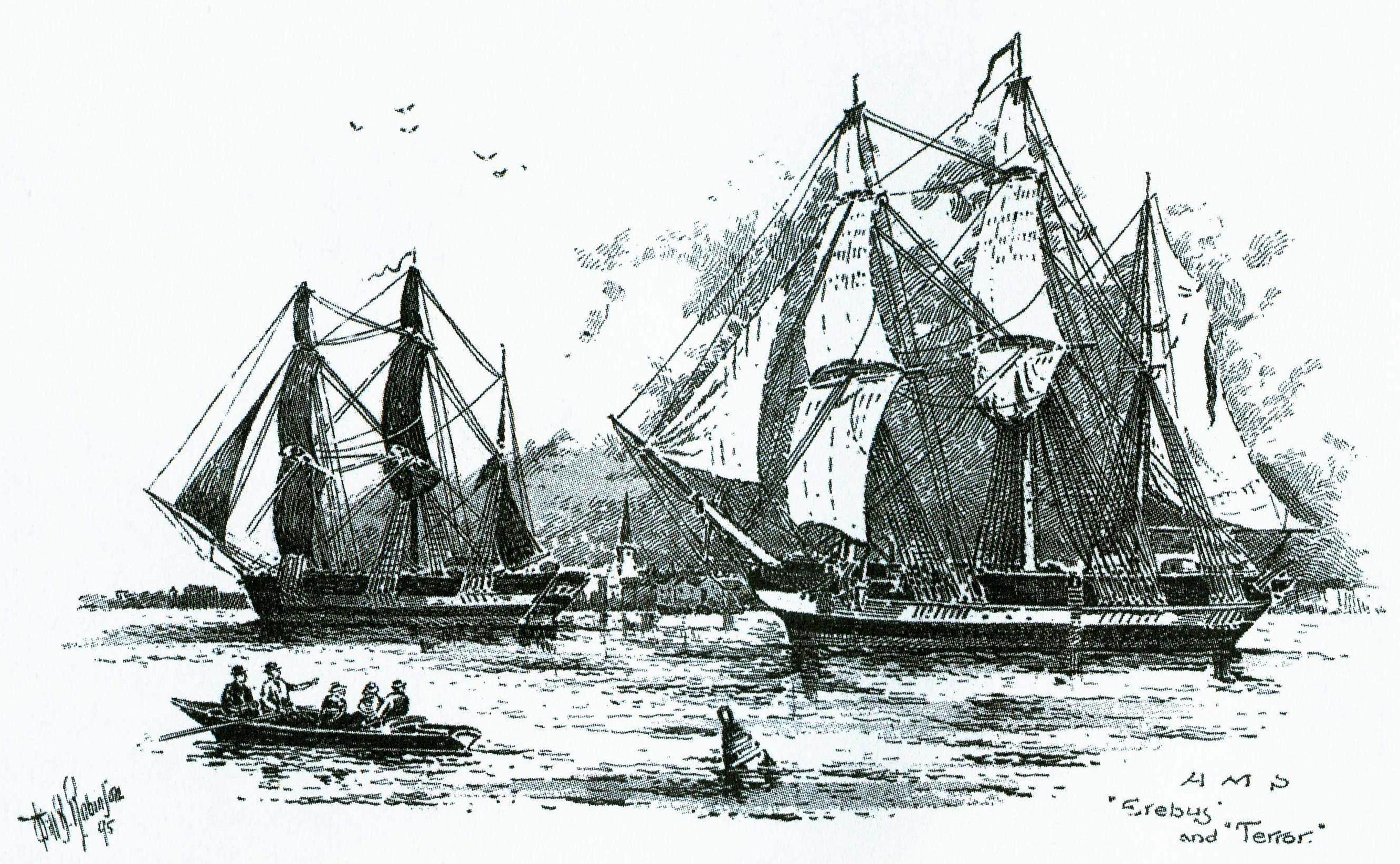
Бомбардирські кечі «Еребус» й «Терор». 1845

У липні 1915 року Британське адміралтейство замовило два кораблі цього типу. Будівництво «Еребус» здійснювалось на верфі компанії Harland and Wolff у Говані. Головним калібром на моніторі стали дві 381-мм гармати моделі Mk. I в одній башті, що були зняті з британського монітора «Маршал Ней». Допоміжна артилерія включала дві 152-мм гармати в казематі.
«Еребус» призначався для дій у районі Дарданелл. Але, поки його будували, десантна операція союзників завершилася повним провалом. Тому корабель включили до складу Дуврського патруля. Володіючи артилерією і бронюванням як на кораблях типу «Маршал Ней», вони мали водотоннажність на 1,4 тис. тонн більше, потужнішу силову установку і відповідно розвивали хід удвічі швидше. «Еребус» міг діяти поблизу ворожих берегів без підтримки допоміжних кораблів: усім іншим моніторам під час припливів-течій і сильних вітрів поблизу Фландрського узбережжя доводилося ставати на якір, щоб їх не викинуло на берег. «Еребус» також отримав нову систему підводного захисту у вигляді булей, що тягнулися від носа до корми. Зовнішній відсік кожного буля був порожнім (заповнений повітрям), а внутрішній, що примикав безпосередньо до корпусу, заповнювала вода. Теоретично, така система захисту повинна мала забезпечити непотоплюваність монітору. На практиці її ефективність виявилася значно нижче розрахункової.

## Історія служби

### Перша світова
2 вересня 1916 року монітор «Еребус» увійшов до складу британського флоту і відразу був спрямований туди, куди командування і планувало його залучити — до бельгійського узбережжя. Монітор на постійній основі залучався до обстрілів німецьких позицій поблизу окупованого ними бельгійського Зеєбрюгге.
28 жовтня 1917 року «Еребус» перебував у 40 милях від бельгійського порту Остенде. Німецьке командування, знаючи про присутність у тому районі британських кораблів ухвалило рішення застосувати проти них дистанційно керований катер FL-12, розроблений фірмою «Сіменс», який мав на борту заряд вибухової речовини. На катері, який управлявся по дротах, встановили заряд вагою в 230 кг. Він був виведений в море о 13:20 і перші 25 хвилин управлявся з берега, потім управління перебрав на себе літак, який о 14:18 послав катер в атаку. Дистанційно керований катер FL-12 вдарив «Еребус» практично в середину борту. Вибух не спричинив важких ушкоджень монітору, але в протиторпедній обшивці утворилася велика пробоїна. Монітор своїм ходом повернувся в базу, де встав на ремонт, що тривав два тижні.

### Післявоєнний час
Після відновлення боєздатності «Еребус» перебував у складі морських сил, але був переобладнаний для навчальних цілей. Проте, у 1919 році його включили до морського угруповання британського флоту, яке брало участь у британській інтервенції до Росії. Корабель діяв на Балтійському і Білому морях.
1921 монітор брав участь в артилерійських випробуваннях у стрільбі з корабельної артилерії проти трофейного німецького лінкора «Баден». У подальшому служив навчальним кораблем для підготовки артилерійської обслуги флоту.

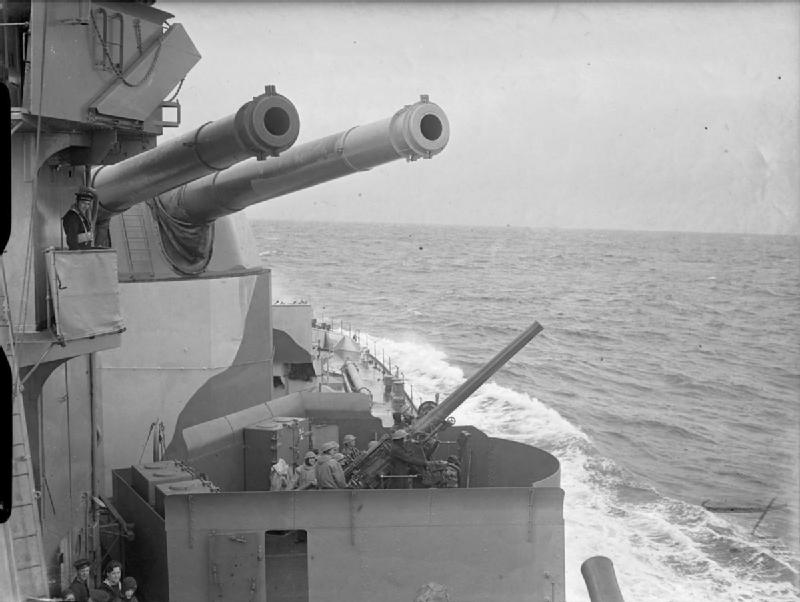
381-мм гармати головного калібру монітора «Еребус»

У 1938 році командування ухвалило рішення відправити його в Південну Африку до Кейптауна, після чого корабель був поставлений у Саутгемптоні на переоснащення. Однак початок збройного конфлікту в Європі скасував ці плани.

### Друга світова
У серпні 1939 року всі ремонтні роботи були припинені та монітор включили до склади Флоту Метрополії, у складі якого він виконував завдання з прибережної оборони Британських островів до вересня 1940 року. Згодом «Еребус» увійшов до Командування Нор у складі сил якого залучався до обстрілу Дюнкерка у жовтні 1940 року.
З листопада 1940 до серпня 1941 на модернізації та капітальному ремонті, по завершенні якого продовжив службу в Домашньому флоті.
У січні 1942 року, після початку війни з Японією, «Еребус» був відправлений на Тихоокеанський театр війни й в березні прибув у порт Тринкомалі. 9 квітня він, перебуваючи в гавані, був атакований японськими палубними літаками ескадри віце-адмірала Т. Нагумо, що завдавали удару по британських силах на Цейлоні. Наліт проводив 91 японський бомбардувальник та 41 винищувач. Корабель вів інтенсивний зенітний вогонь і, у свою чергу, вніс свій внесок у збиття декількох японських літаків, але дістав пошкоджень; серед екіпажу були втрати. Спроможності місцевої судноремонтної бази були обмеженими, тому для виправлення пошкоджень «Еребус» пішов до Бомбея. Ремонт тривав з травня по липень 1942 року.
У травні 1942 року союзники розпочали операцію «Айроклад» — морську десантну операцію із захоплення французького острову Мадагаскар, де панували вішісти. У серпні «Еребус» здійснив перехід до Кіліндіні (Момбаса), звідкіля монітор був спрямований до Мадагаскару, де приєднався до інших кораблів Королівського флоту, що забезпечували прикриття морського десанту під час операції із захоплення цієї французької колонії.
У вересні 1942 року «Еребус» увійшов до угруповання кораблів, що забезпечували прикриття дій сил вторгнення за планом операції «Джейн». 10 вересня корабель повернувся до Кіліндіні.
У листопаді 1942 року «Еребус», обігнувши Африку з півдня, повернувся до Великої Британії й знову увійшов до складу флоту метрополії, у складі корабельного угруповання якого ніс службу в прибережних водах до травня 1943 року.
У травні монітор здійснив перехід до Середземного моря, де був включений до ударного угруповання британського Середземноморського флоту, що готувалося до висадки на Сицилії. З 10 липня 1943 року «Еребус» активно діяв у взаємодії з моніторами «Робертс» та «Аберкромбі», артилерійським вогнем підтримуючи сухопутні війська, що висадилися поблизу Сиракузи.
У вересні 1943 року монітор підтримував британські війська, що висадилися на південному узбережжі континентальної Італії з метою опанування італійського міста Реджо-Калабрія. Група британських кораблів — лінкори «Веліант» та «Воспайт», монітори «Робертс» і «Еребус», крейсери «Орайон» і «Морішиес» та канонерські човни «Афіс» та «Скараб» — вели вогонь з корабельних гармат по позиціях противника в місті.
А за декілька днів «Еребус» узяв участь у підтримці чергового морського десанту союзників на італійське узбережжя поблизу Салерно. Після успішного завершення кампанії в Італії, корабель повернувся до Англії, де у жовтні встав на ремонт у доках військово-морської бази Девонпорта.
У червні 1944 року увійшов до морського угруповання, що забезпечувало висадку союзних військ у Нормандії. 5 червня приєднався до лінкора «Невада», крейсерів «Тускалуза», «Квінсі», «Гокінс», «Ентерпрайз» та «Блек Прінс», які вийшли з Белфаста до Солента, для подальшої підтримки американського десанту на плацдарм «Юта».
З ранку 6 червня «Еребус» брав активну участь у вогневій підтримці бойових дій американських військ VII корпусу 1-ї армії на цьому плацдармі. Того ж дня він вів артилерійський бій з двома береговими батареями у Барфлері та Ла-Пернелі. 26 червня монітор здійснював артилерійську підтримку наступу британських військ за планом операції «Епсом» — спробі британських сил опанувати місто Кан.
10 серпня монітор разом з лінійним кораблем «Воспайт» брав участь в артилерійській дуелі з батареями Гавра, під час якої отримав серйозні пошкодження й вибув з ладу на деякий час, проте під час обстрілу домігся чудового результату — близько 30 влучень у ціль з 130 пострілів.
У жовтні-листопаді 1944 року корабель притягувався до бомбардування узбережжя Нідерландів (острів Валхерен) у ході операції з опанування гирла Шельди. Після завершення місії повернувся до Плімута, й вже участі в бойових діях не брав. 1945 його планувалося передислокувати до Тихого океану, проте через швидке завершення війни з Японією, монітор вивели до резерву флоту. 1946 році він був списаний і в 1947 зданий на злам в Інверкітінг.